# Leyssard
Leyssard är en kommun i departementet Ain i regionen Auvergne-Rhône-Alpes i östra Frankrike. Kommunen ligger  i kantonen Izernore som ligger i arrondissementet Nantua. Kommunens areal är 9,13 km². År 2022 hade Leyssard 163 invånare.

## Befolkningsutveckling
Antalet invånare i kommunen Leyssard
Referens: INSEE